# Рехель Гебресілассі
Рехель Гебресілассі (порт. Rahel Gebresilassie; нар. 3 листопада 1995 року) — ефіопська плавчиня. Учасниця змагань з плавання на 50 метрів вільним стилем серед жінок на Олімпійських Ігор 2016 року. Вона фінішувала четвертою в третьому запливі та 75-ю в загальному заліку з часом 32,51 секунд, тому не пройшла до півфіналу.
У 2019 році вона представляла Ефіопію на Чемпіонаті світу з водних видів спорту 2019, який проходив у Кванджу, Південна Корея. Брала участь у запливах серед жінок на 50 метрів вільним стилем та 50 метрів батерфляєм. В обох змаганнях вона не пройшла до півфіналу.